# 霍姆斯維爾 (印第安納州)
霍姆斯維爾（英語：Holmesville）是位於美國印第安納州拉波特縣的一個非建制地區。該地的面積和人口皆未知。